# Styloniscus romanorum
Styloniscus romanorum là một loài chân đều trong họ Styloniscidae. Loài này được Vandel miêu tả khoa học năm 1973.